# Pezmatlán
Pezmatlán är en ort i Mexiko.   Den ligger i kommunen Tlatlauquitepec och delstaten Puebla, i den sydöstra delen av landet, 180 km öster om huvudstaden Mexico City. Pezmatlán ligger 1 905 meter över havet och antalet invånare är 1 375.
Terrängen runt Pezmatlán är lite bergig. Runt Pezmatlán är det ganska tätbefolkat, med 134 invånare per kvadratkilometer. Närmaste större samhälle är Teziutlan, 13,5 km öster om Pezmatlán. I omgivningarna runt Pezmatlán växer huvudsakligen savannskog.